# Georg Rogge
Georg Rogge (* 23. Juli 1929 in Bremen; † 8. März 2023) war ein deutscher Kommunalpolitiker. Er war langjähriger Gemeindedirektor der damals größten Gemeinde Deutschlands mit ca. 53.000 Bewohnern im Jahre 1972 und später Stadtdirektor von Hürth.

## Leben

### Ausbildung
Rogge studierte Rechts- und Wirtschaftswissenschaften in Hamburg und Tübingen sowie mit einem Fulbright-Stipendium für drei Quarter Arbeitswissenschaften in Ohio. Er promovierte 1956. 

### Erste politische Stationen
Nach dem erfolgreichen Studienabschluss und der Zweiten Staatsprüfung 1958 begann er seine Karriere in der Verwaltung seiner Heimatstadt Bremen. Er arbeitete zuerst im Kreditreferat des Bremer Finanzsenators Wilhelm Nolting-Hauff. Später übernahm er die Leitung der Referate Wirtschaftsförderung und Industrieansiedlung. 1964 wechselte er nach Minden und wurde dort Erster Beigeordneter und Kämmerer. Im Jahr 1969 wurde er Stadtrat in Osnabrück und zum Wirtschaftsdezerneten berufen.

### Gemeinde- und Stadtdirektor in Hürth
1972 folgte dann der Wechsel nach Hürth. Er wurde am 21. Juni 1972 vom Hürther Rat zum Gemeindedirektor der damals größten Gemeinde Deutschlands gewählt. In den folgenden Jahren trieb er maßgeblich die weitere Entwicklung von Hürth voran, die in der Verleihung des Stadtrechts 1978 gipfelte. Im gleichen Jahr wurde er zum Stadtdirektor gewählt. Er wurde in dieses Amt immer wieder gewählt, bis er 1991 sein Amt vorzeitig abgab. In seiner Amtszeit wurde das neue Rat- und Bürgerhaus und durch die Errichtung von neuen Wohn- und Gewerbegebieten das Wachstum der Stadt vorangetrieben. Rogge engagierte sich auch in der kommunalen Verbandspolitik, so wurde er 1988 zum Vizepräsidenten des Städte- und Gemeindebundes Nordrhein-Westfalen gewählt.

### Weiteres Wirken
Nach seinem Rücktritt als Stadtdirektor arbeitete er zunächst als Geschäftsführer der Gemeinnützigen Wohnungsbaugesellschaft Rhein-Erft mit Sitz in Hürth und anschließend noch einige Jahre als Rechtsanwalt. Er blieb in Hürth wohnen und war als langjähriges SPD-Mitglied Vorsitzender der Schiedskommission der SPD Rhein-Erft.